# Admont

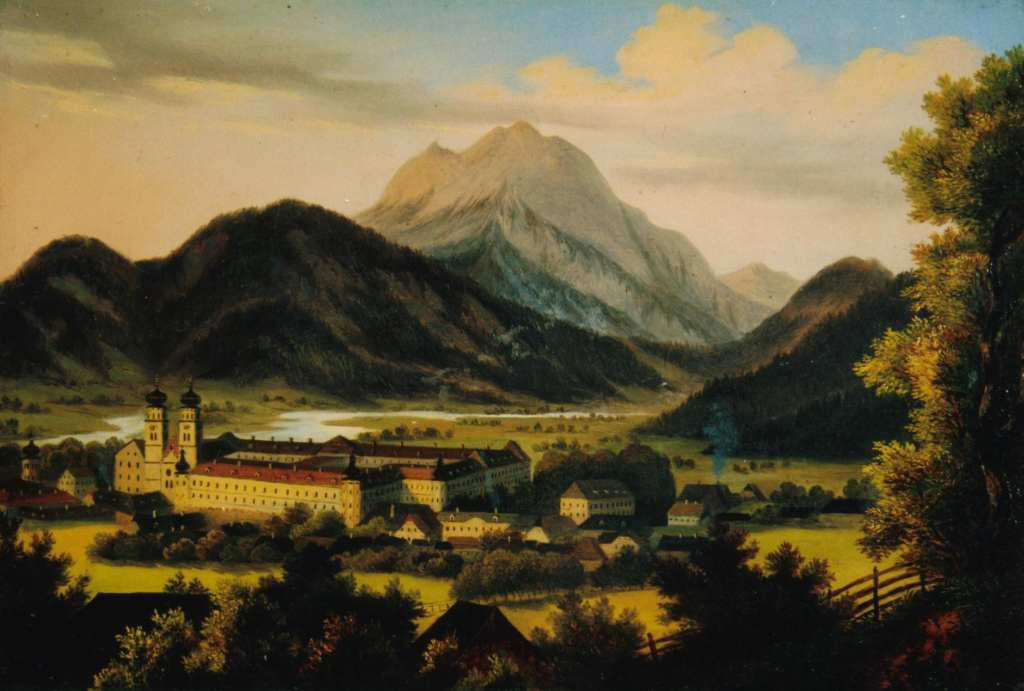
Admont omkring 1840.

Admont är en ort och köpingskommun i distriktet Liezen i det österrikiska förbundslandet Steiermark. Orten ligger i norra Steiermark i Ennsdalen cirka 20 km öster om Liezen.
Admont hör till de äldsta bosättningar i Steiermark. Den omnämns för första gången år 859 i en urkund med namnet Ademundi vallis. 1074 grundades benediktinklostret Admont av ärkebiskop Gebhard von Salzburg som utvecklades till norra Steiermarks religiösa centrum och styrde ortens utveckling framöver.
Idag är Admont en turistort. De viktigaste turistattraktionerna är klostret Admont med världens största klosterbibliotek och nationalparken Gesäuse.
Ortens rådhus byggdes 1736. Förutom klostret har Admont en kyrka från 1929. Inom kommunen ligger slottet Röthelstein från 1650-talet. I slottet inrättades ett vandrarhem.

## Kommunen
Kommunen fick sin nuvarande utsträckning i samband med kommunreformen i Steiermark 1 januari 2015 då kommunerna Admont, Hall, Johnsbach och Weng im Gesäuse slogs samman. 
Kommunen består av sju orter (Ortschaften) (inom parentes invånarantal 1 januari 2024):

- Admont (2 120)
- Aigen (191)
- Gstatterboden (32)
- Hall (1 705)
- Johnsbach (145)
- Krumau (163)
- Weng im Gesäuse (550)